# 갈릴래아

갈릴래아

갈릴래아(공동번역), 갈릴리(개신교) (고대 그리스어: Γαλιλαιας 갈릴라이아스[*], 히브리어: הגליל 하갈릴, 아람어: הגלילי 하갈릴리, 아랍어: الجليل 알자릴[*])는 이스라엘 북부 지방의 이름이다.
동쪽은 갈릴리호와 요르단강에 경계하여 있고, 상하로 나뉘어 상갈릴리는 기복(起伏)이 많은 고원, 하갈릴리는 기복이 적고 비옥한 평원으로 이어져 있다. 1세기 예수 시대에는 헤롯 안티파스의 영지(領地)였는데, 디베리아, 가버나움, 나사렛, 가나, 막달라 등의 마을들을 포함한 이 지방은 예수가 사역 활동 등의 전도하던 주요 무대였고, 대부분의 사도 및 제자들이 이곳에서 배출되었다.

## 용어
솔로몬이 나프탈리의 평야를 히람 1세에게 선사하자, 왕은 이 선물에 불만을 품고 "카불의 땅"이라고 불렀다고 하며, 유대인은 이를 "갈릴"이라 나름대로 이름을 붙였다고 한다. 게네사렛 호수를 포함하여, 그 지역 전체를 '하갈릴'이라고 부른다.

## 성서 속의 갈릴래아
신약성경에 따르면, 정치적으로 로마 제국 시대에 크게 세 지역으로 나뉜 팔레스타인의 북쪽 지방으로, 갈릴리 호수(갈릴래아 호수) 주변과 그 남쪽 지역을 가리켰으며 북쪽으로는 페니키아, 동쪽으로는 시리아를 경계로 하고 있었다. 이 지역은 남쪽에 위치한 사마리아와 유대 지방과 비교하여 당시 경제적으로 빈곤한 사람들이 모여 산 것으로 전해진다. 갈릴래아 주민들이 빈곤한 이유는 로마 제국의 수탈 때문이었다. 로마 제국은 세리, 대리정권인 헤로데 정권, 사제 계급의 세금 징수를 통해 주민들을 수탈했으며, 이에 민중들이 저항하면 공개처형인 십자가형으로 학살함으로써 탄압했다. 이 지방의 나자렛이라는 작은 마을은 예수의 고향으로 오늘날 알려져 있다.

## 지역
전통적으로 다음과 같이 분류된다.
- 상 갈릴(히브리어: גליל עליון Galil Elyon)
- 하 갈릴(히브리어: גליל מערבי Galil Ma'aravi)
- 서 갈릴(히브리어: גליל תחתון Galil Tahton)
- 킨네렛 호수(히브리어: יָם כִּנֶּרֶת Yam Kinneret)

## 같이 보기
- 북부 구 (이스라엘)